# Machiko Ocha
Machiko Ocha (御茶まちこ, Ocha Machiko) est une auteur de bande dessinée japonaise
Elle est principalement connue notamment pour son shōjo manga l'Homme du train, adaptation d'un roman qui fut ensuite adapté en série télévisée.

## Œuvre
- 2003 : Joshi Ana Tanjou![2]
- 2005 : Densha Otoko - Bijo to Junjo Otaku Seinen no Net Hatsu Love Story[3]
- 2008 : Unbalance na Kankei[4]
- 2013 : Akujo ni Naritai[5]
- 2014 : Koori no Sheikh to Jounetsu no Hanayome[6]
- 2014 : Ore de Mitashite Ii Desu ka?[7]
- 2015 : Kono Mi wo Sheikh ni Sasagete[8]
- 2015 : Sabaku ni Ochita Shizuku[9]
- 2015 : Daifugou no Hanayome[10]
- 2015 : Futago no Imouto ni Narikawatte Karada o Sasagemasu[11]
- 2016 : Koi wa Sannenme ni[12]
- 2016 : Shokugyou Hanayome no Shitsukekata[4]
- 2017 : Hatsukoi no Nokoriga[13]
- 2017 : Kedamono Kazoku no Yatoware Hanayome[14]
- 2017 : Urameshi Ecchi - Omae no Karada de Ikasetekure[15]